# Private Radio
Private Radio är den amerikanska sångaren Billy Bob Thorntons debutalbum, utgivet i september 2001.

## Låtlista
1. "Dark and Mad" (Marty Stuart/Billy Bob Thornton) - 4:52
2. "Forever" (Marty Stuart/Billy Bob Thornton) - 4:29
3. "Angelina" (Randy Scrugge/Billy Bob Thornton) - 3:26
4. "Starlight Lounge" (Holly Lamar/Billy Bob Thorton/Dwight Yoakam) - 3:32
5. "Walk of Shame" (Marty Stuart/Billy Bob Thornton) - 3:49
6. "Smoking in Bed" (Marty Stuart/Billy Bob Thornton) - 1:59
7. "Your Blue Shadow" (Marty Stuart/Billy Bob Thornton) - 4:01
8. "That Mountain" (Marty Stuart/Billy Bob Thornton) - 4:39
9. "He Was a Friend of Mine" (Roger McGuinn) - 3:33
10. "Private Radio" (Mark Collie/Marty Stuart/Billy Bob Thornton) - 3:30
11. "Beauty at the Back Door" (Marty Stuart/Billy Bob Thornton) - 9:44
12. "Lost Highway" (Leon Payne) - 5:10